# Запис Стефановића крушка (Клачевица)
Запис Стефановића крушка (Клачевица) се налази на парцели чији је власник Стефановић Љубиша.

## Локација
| Општина             | Параћин                                                                     |
| Катастарска општина | Клачевица                                                                   |
| Потес               | Столице                                                                     |
| Координате          | 43° 50′ 18″ С; 21° 36′ 09″ И / 43.838200000000001° С; 21.602599999999999° И |
| Надморска висина    | 444m                                                                        |

## Карактеристике
Дендрометријске вредности утврђене на терену и сателитским снимцима:
| Стабло                     | Крушка |
| Висина стабла              | m      |
| Обим дебла                 | m      |
| Пречник крошње             | 10m    |
| Пречник дебла              | m      |
| Висина дебла до прве гране | m      |

## База записа
Запис је у оквиру Викимедија пројекта "Запис - Свето дрво" заведен под редним бројем 0394.